# Język chiwere
Język chiwere – język z rodziny siouańskiej, używany dawniej przez plemiona Indian Missouri, Otoe i Iowa w północnej części stanu Kansas, części stanu Missouri i w stanie Nebraska. Obecnie językiem tym posługuje się jedynie kilka starszych osób w rezerwacie Indian otoe-iowa w stanie Oklahoma. Mówią oni dialektem otoe-iowa, który jest jedynym używanym współcześnie dialektem języka chiwere (ostatni użytkownik dialektu otoe-missouria zmarł w 1996 r.). Pomimo podejmowanych prób rewitalizacji języka, uważa się, że stanie się on językiem martwym w ciągu najbliższej dekady.